# César Acleto Osorio
César Acleto Osorio (1 de julio de 1937 (87 años) es un biólogo, profesor y ficólogo peruano.

## Algunas publicaciones

### Libros
- 1986. Algas marinas del Perú de importancia económica. 2ª edición. Ed. Lima, Perú : Universidad Nacional Mayor de San Marcos. 107 pp.

- 1984. Phycologia Latino-Americana. Vol. 2 Bibliotheca phycologica. Ed. J. Cramer, 21 pp. ISBN 3768214109, ISBN 9783768214100

## Honores
Fue designado miembro honorario del "Herbario San Marcos", del "Museo de Historia natural" de la Universidad homónima. Y es miembro de la "Comisión Permanente de Asesoría Institucional del "Colegio de Biólogos del Perú".
- La abreviatura «Acleto» se emplea para indicar a César Acleto Osorio como autoridad en la descripción y clasificación científica de los vegetales.[3]